# 必須恋愛教養
『必須恋愛教養』（ひっすれんあいきょうよう、朝: 필수연애교양）は、韓国のCJ ENMが運営しているtvN D storyが2019年に制作したウェブドラマである。

## 概要
タイトルの「필수」の漢字表記は「必須」「必需」の2通りがある。そのため、日本語で配信された韓国のインターネットニュースでは、「必需恋愛教養」と表記された事例もある。制作側からは、正式な漢字表記は発表されていない。
若手K-POPアイドルグループのメンバーが、主要な出演者として起用された。2019年5月10日に、「ケンシントンホテル」（ソウル特別市）で制作発表会が行われた。この発表会で、チュ・ガンソク（추강석）PD（プロデューサー）は、東国大学校の講義「恋愛学概論」をヒントにしたと述べた 。
2019年5月10日から6月29日まで、毎週金・土曜日に、計16話が公開された。
主人公たちが住む大学寮のセットでは、サンリオのキャラクター「ぐでたま」のぬいぐるみが登場した。

## キャスト
ハン・ウンソル（한은솔）
演 - チュウ（今月の少女）。ドラマでは本名の「キム・ジウ」と表記されている。
カン・ジヨン（강지영）
演 - チャン・ギュリ（fromis_9 ）
チャ・ジュウォン（차주원）
演 - オ・セヨン
ユン・ス（윤수）
演 - パク・ソハム（クナクン）
チョン・スロク
演 - チェ・チャニ（THE MAN BLK）

## エピソード
- ティザー（オリジナル）（日本語字幕版）
- 第1話『恋愛、必ずするべき？（연애, 꼭 해야할까?）』2019年5月10日公開（オリジナル）（日本語字幕版）
- 第2話『始まりはなかなかの難しい（시작은 여전히 어렵고）』2019年5月11日公開（オリジナル）(日本語字幕版)
- 第3話『私の魅力（너의 매력）』2019年5月17日公開（オリジナル）(日本語字幕版)
- 第4話『待つ美学（기다림의 미학）』2019年5月18日公開（オリジナル）(日本語字幕版)
- 第5話『より多くの人に好かれる方法（더 많은 사람을 좋아하는 법）』2019年5月24日公開（オリジナル）(日本語字幕版)
- 第6話『魚の目に水見えずの理由(등잔 밑이 어두운 이유)』2019年5月25日公開（オリジナル）(日本語字幕版)
- 第7話『お酒を飲んで電話しちゃった（술먹고 전화해버렸다）』2019年5月31日公開（オリジナル）（日本語字幕版）
- 第8話『知り合いのオッパと二人きりで車を乗った（아는 오빠와 단둘이 차를 탔다）』2019年6月1日公開（オリジナル）（日本語字幕版）
- 第9話『最悪の誕生日を一緒に過ごした男(최악의 생일에 함께한 남자)』2019年6月7日公開（オリジナル）（日本語字幕版）
- 第10話『何か惹かれると思っていた人がクズだった時（썸남이 쓰레기 일 때）』2019年6月8日公開（オリジナル）（日本語字幕版）
- 第11話『私を盗撮した男に捕まった（날 도촬한 남자에게 붙잡혔다）』2019年6月14日公開（オリジナル）（日本語字幕版）
- 第12話『浪人した時に待っていてくれた彼氏と別れた（재수를 기다려준 남친과 헤어졌다）』2019年6月15日公開（オリジナル）（日本語字幕版）
- 第13話『友達と絶交した言えない理由（친구와 절교한 말할 수 없는 이유）』2019年6月21日公開（オリジナル）（日本語字幕版）
- 第14話『一泊旅行へ行こうと言う浮気した元カレ（1박 여행 가자는 바람핀 전남친）』2019年6月22日公開（オリジナル）（日本語字幕版）
- 第15話『兵役を待たないでと言うソムナム（군대 기다리지 말라는 썸남）』2019年6月28日公開（オリジナル）（日本語字幕版）
- 第16話『別れと出会いを準備する姿勢（이별과 만남을 준비하는 자세）』2019年6月29日公開（オリジナル）（日本語字幕版）

## オリジナルサウンドトラック（OST）
- 『저 별, 선물 (Present, To You) 』歌：ABRY[8]。作詞：パク・グンチョル（박근철）、 DANI、作曲・編曲：パク・グンチョル、チョン・スミン（정수민）[9]。
- 『저 별, 선물 Present, To You (Inst.)』
- 『When I'm Falling』歌：이팝(Epop)。作詞：ジェインス(Jayins)、ハン・ジェワン（한재완）、作曲：ジェインス[10]。

他の曲は『필수연애교양 Dating Class OST』を参照。